# 沟叶薹草
沟叶薹草（学名：Carex sedakovoii）为莎草科薹草属的植物。分布在日本、蒙古、朝鲜、俄罗斯以及中国大陆的东北、内蒙等地，生长于海拔650米至3,200米的地区，多生长于林下沼泽地、山坡草地和河边湿处，目前尚未由人工引种栽培。